# الرحلة (فلم)
الرحلة هو فيلم عراقي من إخراج محمد الدراجي. عرض في قسم السينما العالمية المعاصرة في مهرجان تورونتو السينمائي الدولي لعام 2017.

## الممثلين
- زهراء غندور بدور: سارة
- أمير الدراجي